# Farge
Farge is een plaats in Duitsland, in de deelstaat Bremen. Het ligt, evenals buurdorp Rekum,  in het noordwesten van het stadsdeel Blumenthal van de stad Bremen. Farge had, blijkens tabellen op de website van het statistisch bureau van de deelstaat Bremen, per 31 december 2019 2.853 inwoners.
Farge ligt in het uiterste westen van het stadsgebied van Bremen, aan de Wezer. Het grenst aan het dorp Neuenkirchen in de tot deelstaat Nedersaksen behorende gemeente Schwanewede. Het dorp, dat zijn ontstaan en naam dankt aan een in de 16e eeuw reeds bestaande veerverbinding over de Wezer,  ligt in een van oorsprong aan naaldbos rijke streek (Neuenkirchener Heide).

## Infrastructuur
Voornaamste doorgaande weg in het dorp is de Bundesstraße 74.
Het dorp heeft een, met name voor de plaatselijke elektriciteitscentrale bestemde, binnenhaven aan de Wezer met kolenterminal.

Tracé Farge-Vegesacker Eisenbahn

De Regio-S-Bahn Bremen/Niedersachsen exploiteert sedert 2015  als lijn RS 1 de in dat jaar heropende spoorlijn van Bremen-Farge naar Bremen-Vegesack v.v. (zie bovenstaand kaartje).

## Tanklager Farge

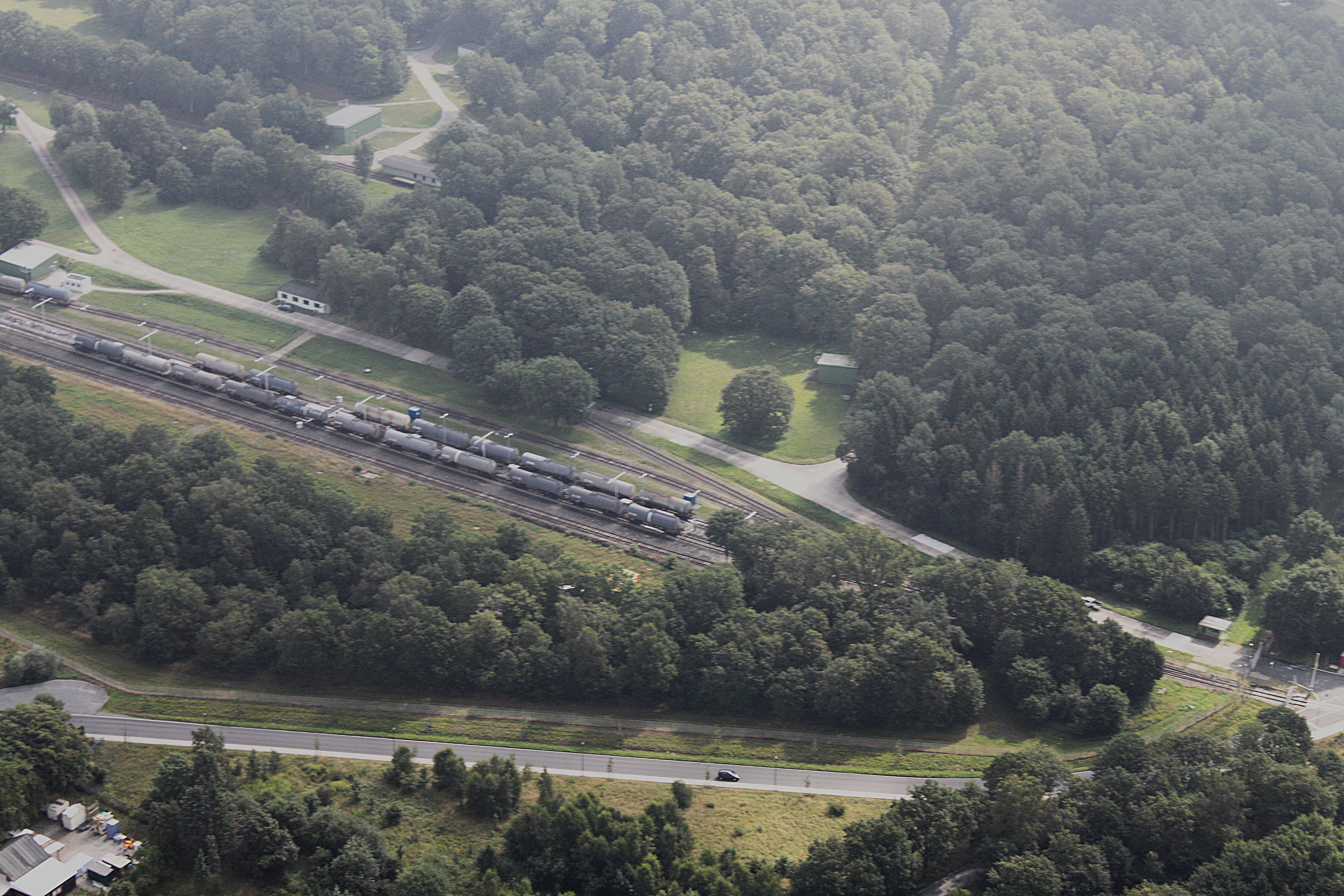
Goederentreinen bij Tanklager Farge (2012)
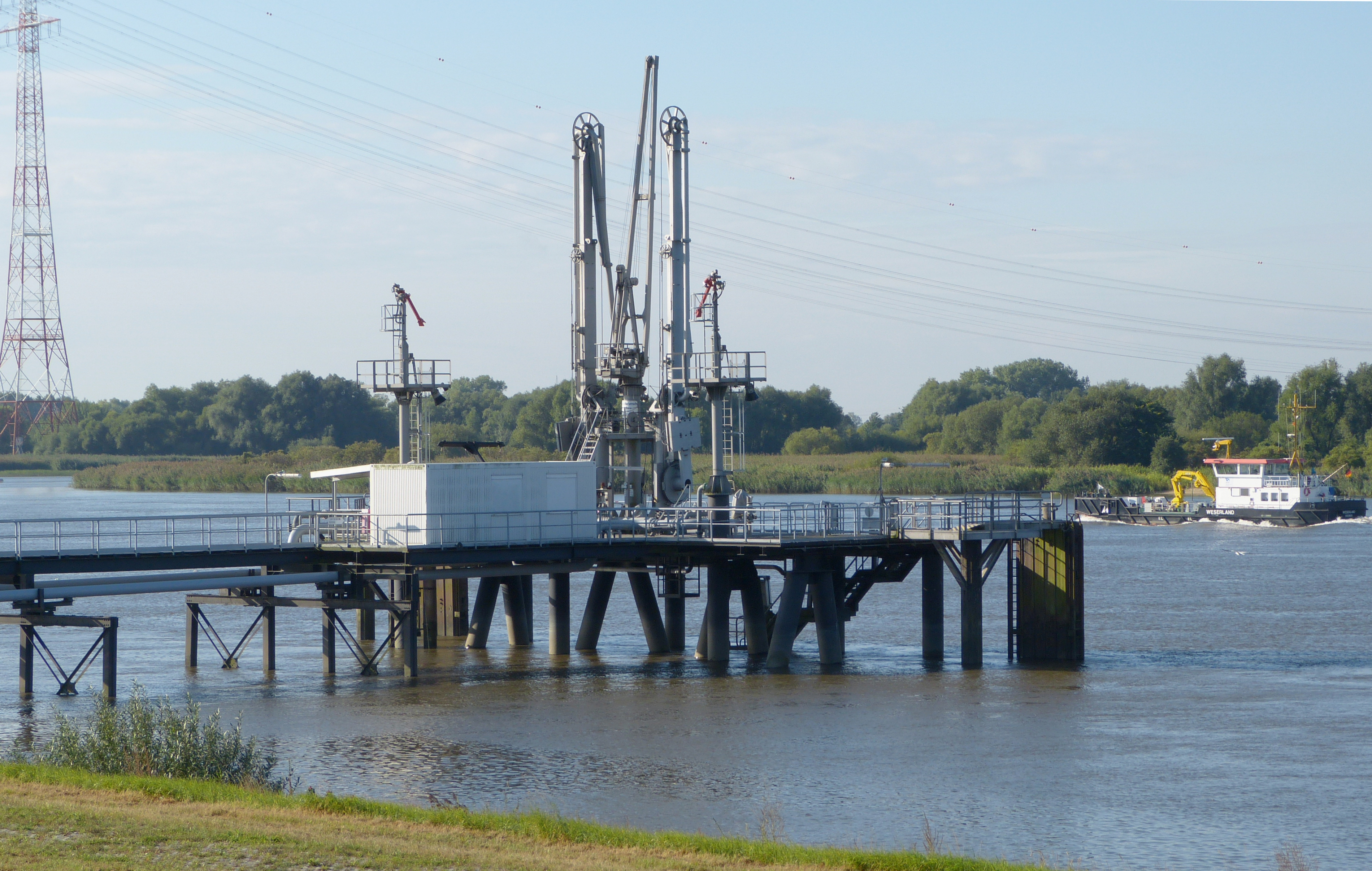
Olie-terminal aan de Wezer t.b.v. Tanklager Farge (2012)

Het dorp is bekend om het Tanklager Farge, een van de grootste (300 ha. oppervlakte; 78 brandstoftanks met in totaal 300.000 m3 opslagcapaciteit) ondergrondse militaire brandstofdepots ter wereld, waarvan 100 ha. onder Schwaneweder gebied liggen. Dit door de Organisation Todt voor alle onderdelen van  de strijdkrachten van Adolf Hitlers Derde Rijk ontworpen en in 1941, deels door inzet van dwangarbeiders, voltooide depot werd in de Tweede Wereldoorlog slechts één keer, in maart 1945, door een geallieerd bombardement zwaar beschadigd. Daarbij ontplofte een van de tanks en werden de ondergrondse pijpleidingen, die de tanks onderling verbinden en die dienen om de inhoud ervan vanuit en naar bovengrondse  stations voor goederentreinen en de terminal aan de Wezer te kunnen pompen, zwaar beschadigd. Op een kort na de bevrijding door de geallieerden gemaakte foto is een officier naast een bomkrater te zien, die bij dit bombardement is ontstaan, door een voltreffer van een zgn. Grand-Slam-vliegtuigbom. De  bomkraters zijn volgens sommige omwonenden nadien nooit opgeruimd.
Na de oorlog is het tankdepot gerepareerd en  overgenomen door de strijdkrachten van de Verenigde Staten, en in 1957 door de Bundeswehr. In maart 2013 werd het depot, vooral onder druk van milieubeschermers, buiten gebruik gesteld. Het viel mensen op, die rond 2010 in de omgeving van Tanklager Farge woonden en werkten, dat pas geplante jonge boompjes zeer snel weer dood gingen, en dat er relatief veel mensen ziek werden door verschillende vormen van kanker en leukemie, en er waren wetenschappelijke onderzoeken ingesteld. In en om het gebied is sprake van zeer ernstige bodemvervuiling, wellicht als gevolg van het bombardement, maar ook t.g.v. latere incidenten, waarbij brandstoffen weggelekt zijn. De bodemsanering zal, naar in 2019 werd verwacht, nog minstens tot 2034 duren.

## Nazi-kampen in Farge
Farge en het aangrenzende Schwanewede zijn berucht geworden vanwege de aanwezigheid van enige door de nazi's ingerichte gevangenenkampen. Deze bevonden zich in het bosgebied Neuenkirchener Heide, tussen Farge, Blumenthal, Schwanewede en Neuenkirchen, gem. Schwanewede.

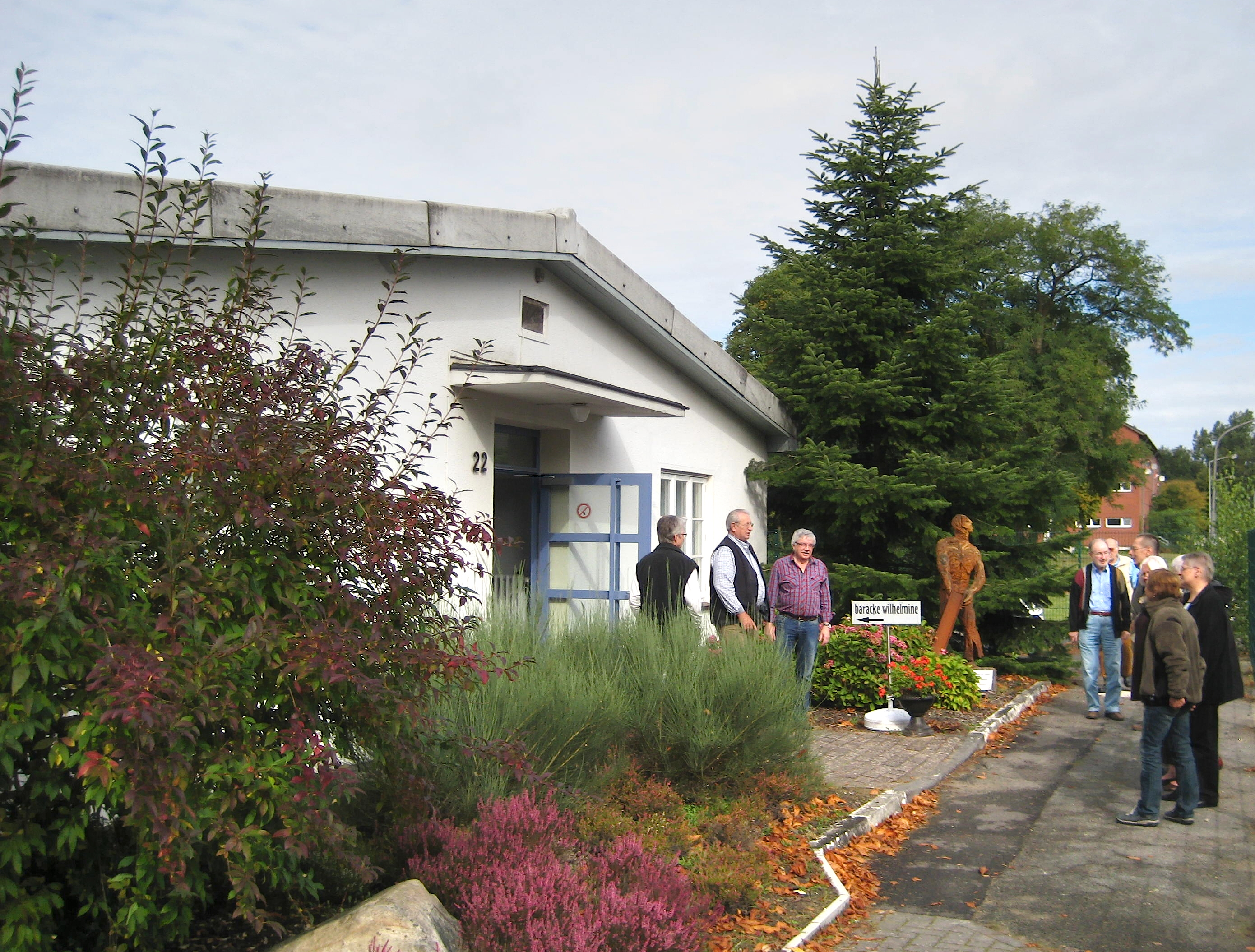
Herdenkingscentrum te Schwanewede
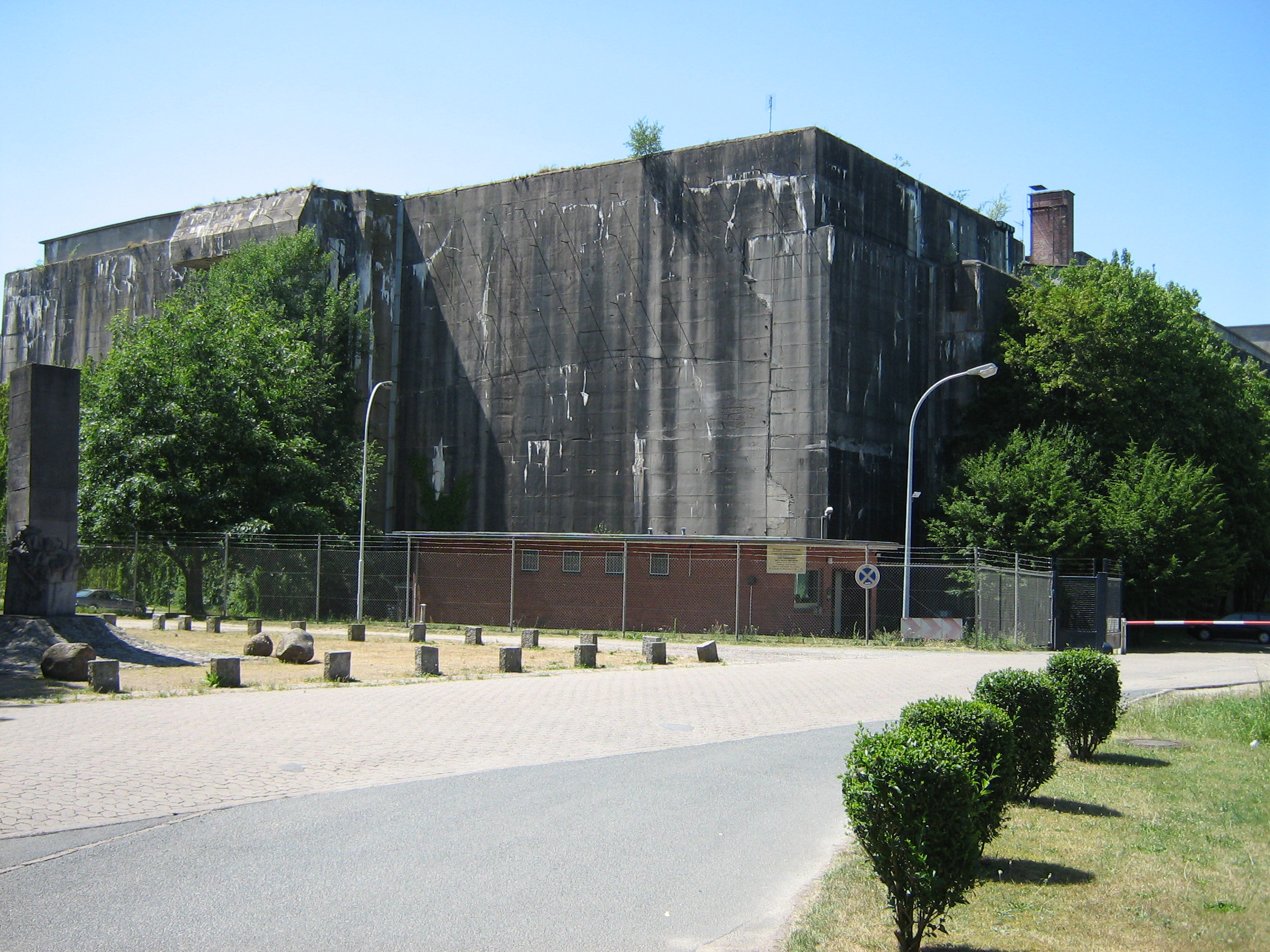
Onderzeeboot-bunker Valentin (1)
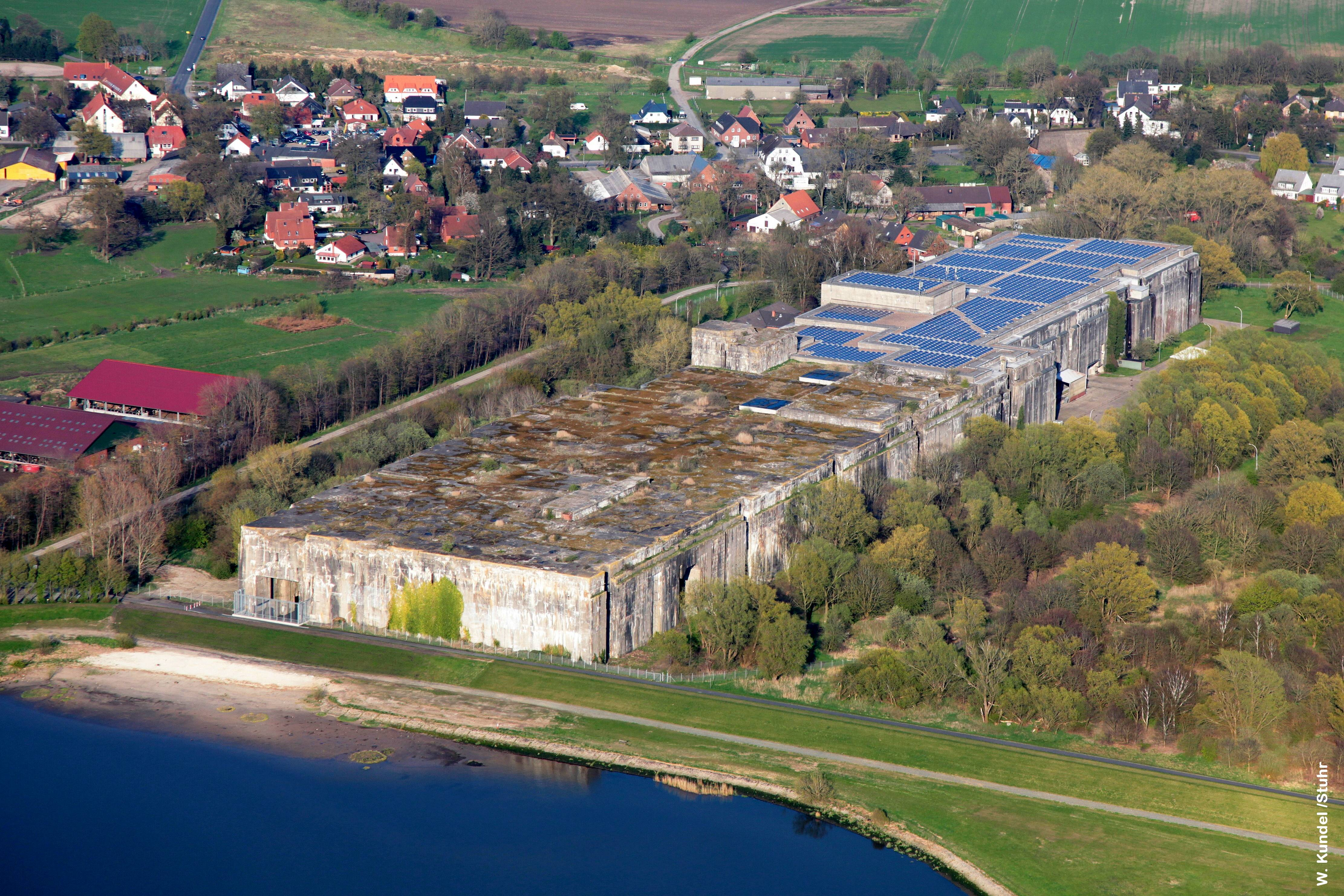
Onderzeeboot-bunker Valentin (2)
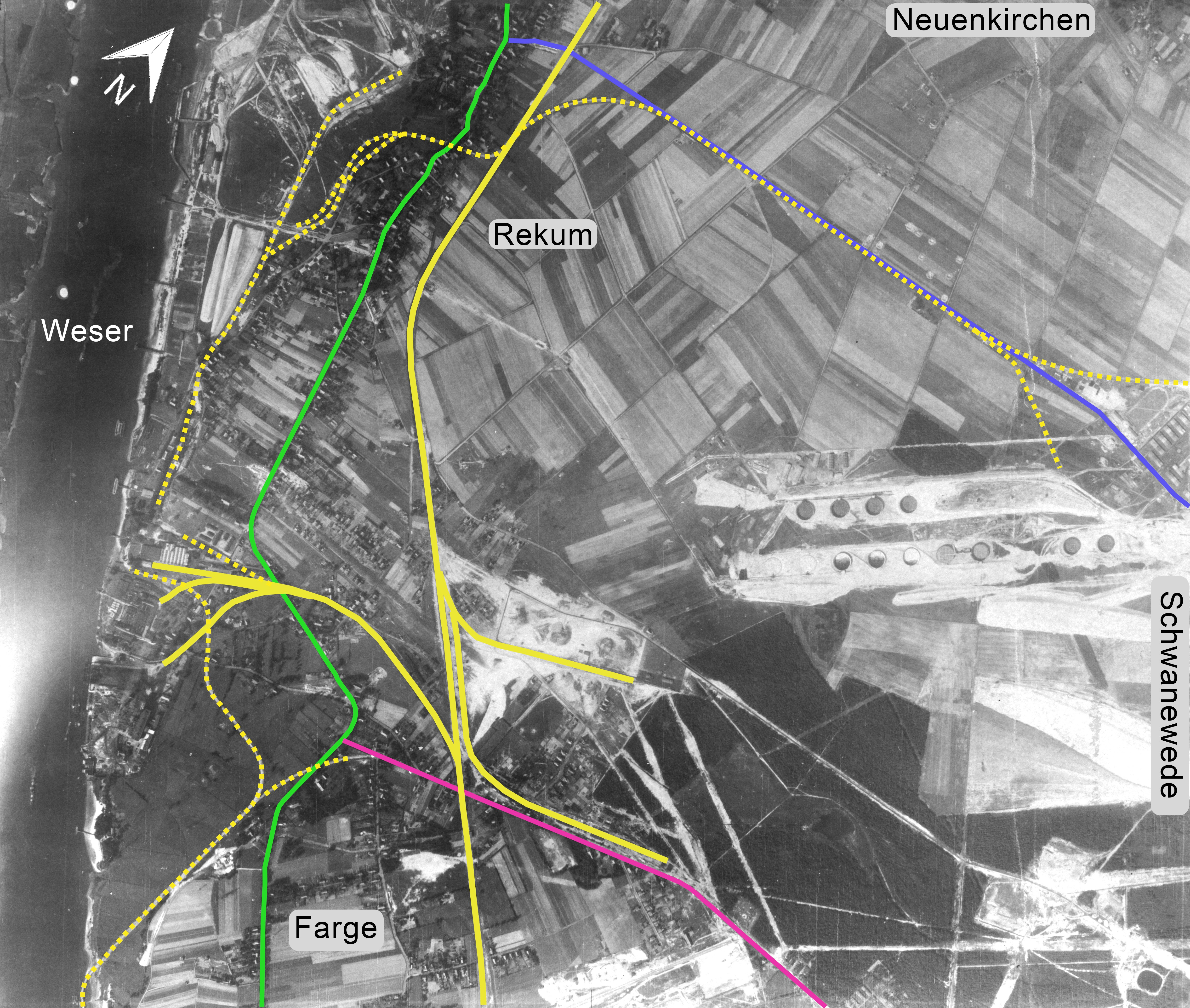
Luchtfoto uit 1943 van het gebied door een geallieerde vliegtuig-bemanning
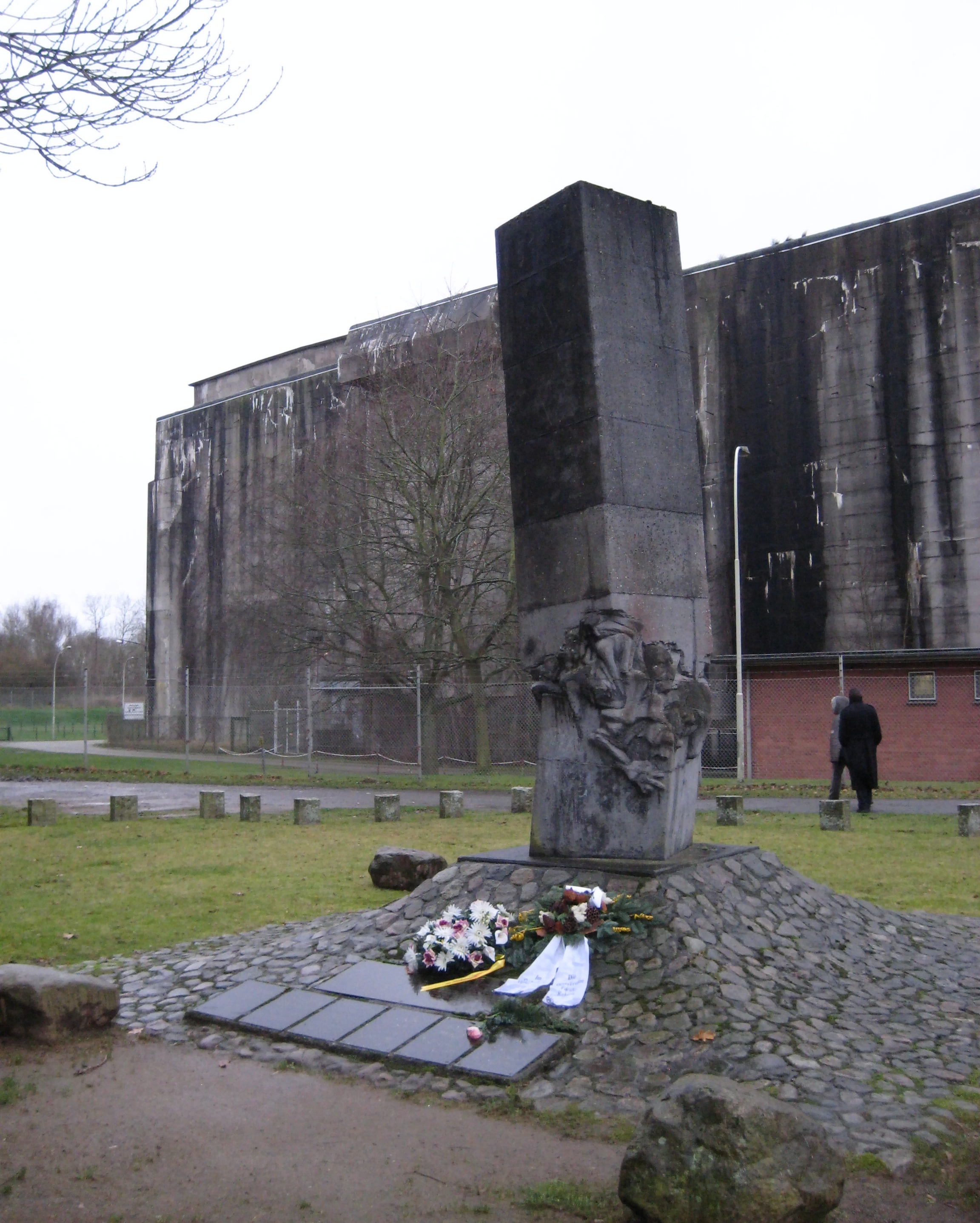
Gedenkteken voor de concentratiekamp-slachtoffers voor de bunker

- Reeds voor de Tweede Wereldoorlog bestonden hier twee kampen, Marinegemeinschaftslager I, voornamelijk een militair kamp voor marinesoldaten, en Marinegemeinschaftslager II, waarin leidinggevend bouwpersoneel voor het Tanklager verbleef, en later vrijwillige arbeiders van de Organisation Todt. Bewoners van deze twee kampen zijn ingezet als bewakers in met name het hierna genoemde Arbeitserziehungslager.
- Vanaf oktober 1940 tot in het voorjaar van 1945 bestond het Gestapo - Arbeitserziehungslager (werk- en heropvoedingskamp) Farge. Het werd ingericht in het reeds bestaande, oorspronkelijk niet voor dwangarbeiders ingerichte, Gemeinschaftslager Tesch, op de bouwlocatie van het Tanklager Farge. In juli 1943 werd het een paar kilometer westwaarts naar Rekum verplaatst. De hier gedetineerden moesten helpen bij de bouw van dit ondergrondse brandstofdepot, zie hierboven, en van nog een tweede ondergronds brandstofdepot voor de Kriegsmarine, dat echter door de Duitse verovering van Frankrijk overbodig werd en waarvan de bouw voortijdig werd gestaakt. De werkomstandigheden waren, evenals de behandeling door vaak sadistische bewakers, in het algemeen even onmenselijk als die in een concentratiekamp. AEL Farge geldt zelfs als één der ergste van deze Arbeitserziehungslager in de gehele nazi-periode.
- Van oktober 1943 (volgens enkele bronnen: juli 1943) tot 8 of 10 april 1945 bestond het SS- concentratiekamp Farge. Zie ook: KZ Farge. Het was een buitencommando (Außenlager) van concentratiekamp Neuengamme bij Hamburg.  De gevangenen moesten vier km verderop in Rekum aan de Wezer de enorme onderzeebootbunker Valentin bouwen. Deze bunker was bedoeld voor de assemblage en afbouw van onderzeeboten van het type XXI. De 3,54 hectare grote bunker kwam voor 80 à 90% gereed, en is na de oorlog nog tot 2010 als werfdepot voor de Bundesmarine in gebruik geweest. De werkomstandigheden in dit kamp, waarvan de eerste barakken in oktober 1943 gereedkwamen, waren onmenselijk. Veel gevangenen stierven door mishandeling, ondervoeding, uitputting, besmettelijke ziektes of doordat zij, soms voor een onbeduidend vergrijp, de doodstraf kregen opgelegd. De meeste gevangenen, die hier dwangarbeid moesten verrichten, kwamen uit Frankrijk, Polen en de Sovjet-Unie. Van 553 mensen staat op grond van documentatie vast, dat zij in KZ Farge zijn omgekomen. Daar de SS in april 1945 een deel van de administratie van het kamp wist te vernietigen, en daar de gegevens van o.a. Russische gevangenen minder nauwkeurig werden bijgehouden, wordt vermoed, dat het werkelijk aantal omgekomenen veel hoger ligt. De gevangenen werden, in de laatste dagen voor de verovering van de streek door de geallieerden, uit het kamp verwijderd en moesten een dodenmars maken naar andere kampen, onder andere Bergen-Belsen en Kamp Sandbostel.
- Waarschijnlijk hebben in de regio Farge/Schwanewede ook nog ten minste twee krijgsgevangenenkampen gestaan, en één kamp, waarvan onduidelijk was, wat het doel ervan was en wie er verbleven. Duitse historici zijn het er in het algemeen over eens, dat het gebied in de nazi-tijd in totaal zeven kampen telde.

Ter herinnering aan de slachtoffers van de nazi-terreur in de kampen van de regio Farge/Schwanewede is in het aangrenzende Schwanewede in een (zonder navigatie-apparatuur moeilijk te vinden, op de Neuenkirchener Heide gesitueerde) voormalige barak met de naam Wilhelmine een herdenkingscentrum (dokumentations- und lernort baracke wilhelmine, adres: An der Kaserne 122, Schwanewede) ingericht, waarin ook aandacht wordt besteed aan de Lebensborn- inrichting in Schwanewede. De barak werd omstreeks 1939 gebouwd als de 23ste barak (vandaar de naam met beginletter W) van Marinegemeinschaftslager II.

## Varia

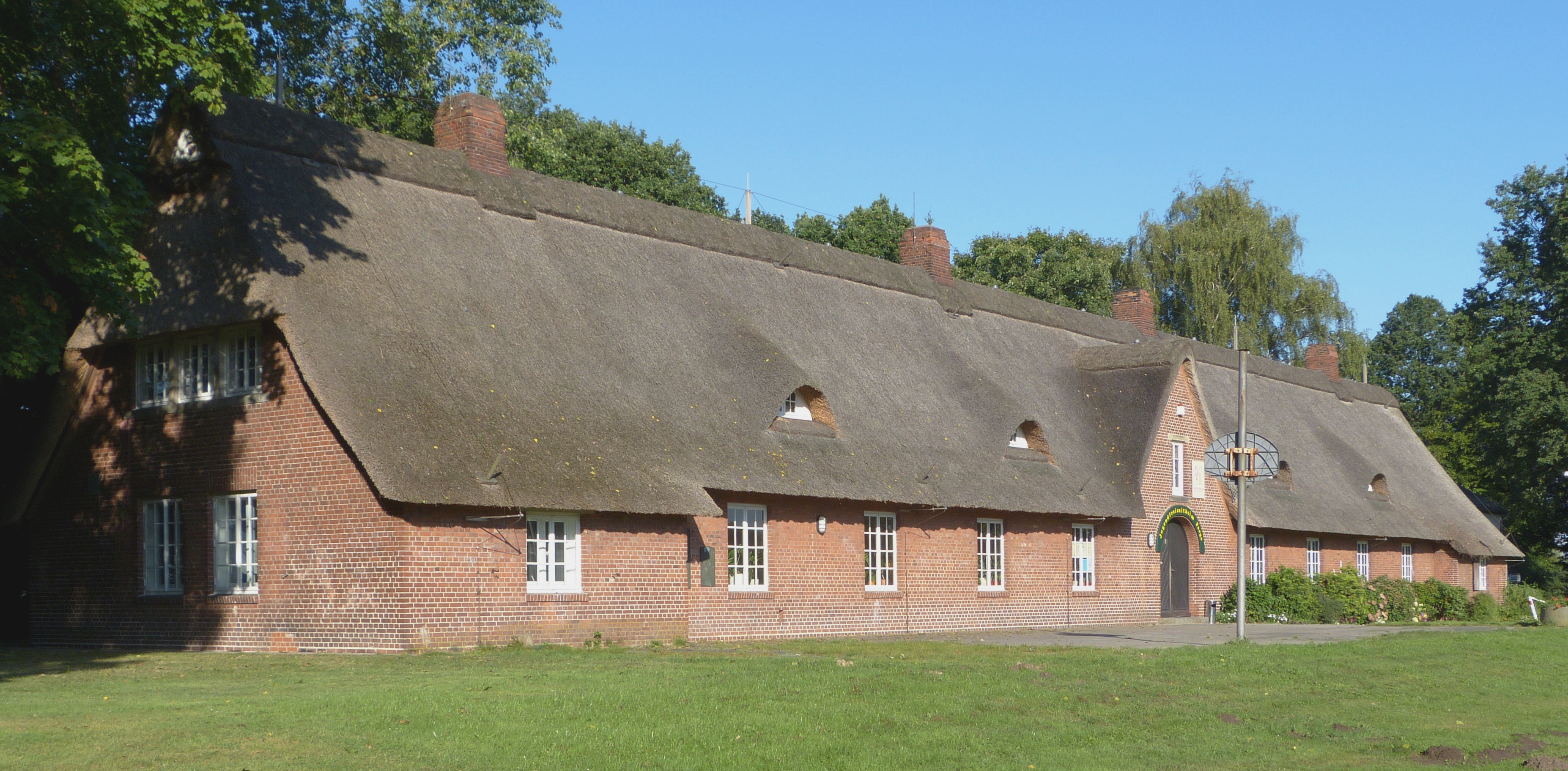
Voormalig HJ-jongerenhonk
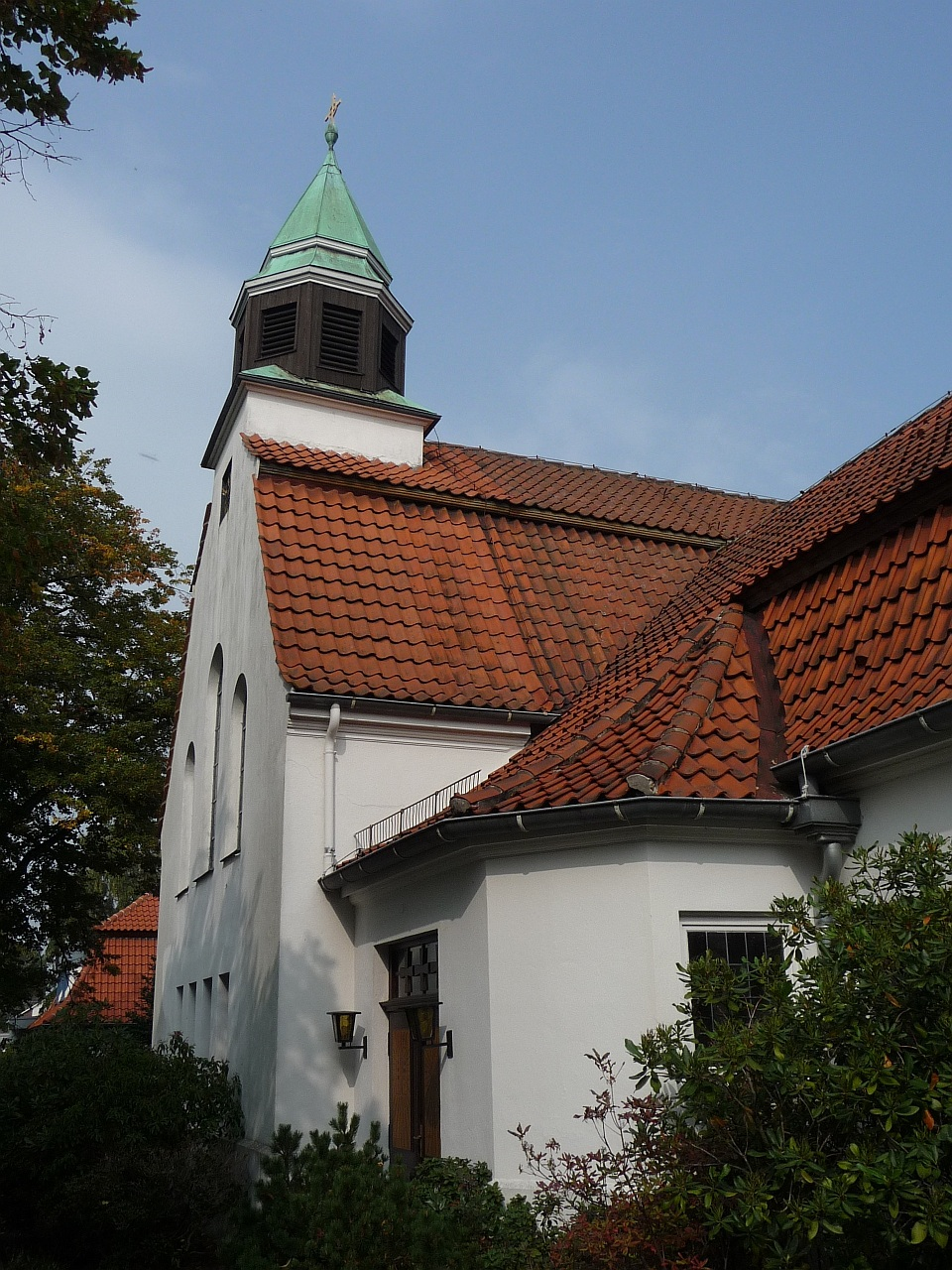
Evangelisch-gereformeerd kerkje te Farge (1905)

Een voormalig jongerenhonk van de Hitlerjugend, waarvan vanaf 1933 veel jongeren uit het in dat jaar naar verhouding niet sterk nazi-gezinde Farge gedwongen lid waren, is blijven staan en is thans een "gewoon" recreatiegebouw voor jongeren.
In het dorp staat een fabriek van ThyssenKrupp, waar machines e.d. voor toepassing in autofabrieken worden gebouwd.